# Tazieffite
La tazieffite est un minéral rare appartenant à la classe minérale des sulfures et des sulfosels avec la formule Pb20Cd2(As,Bi)22S50Cl10 . Elle est donc composée de métaux (plomb et cadmium), de métalloïdes (arsenic et bismuth) ainsi que de soufre et de chlore. Structurellement, la tazieffite appartient aux sulfosels.
La tazieffite cristallise dans le système monoclinique, et n'a jusqu'à présent été observée que sous la forme de minuscules cristaux en forme d'aiguille. Les cristaux sont opaques et présentent un éclat métallique en surface, avec une couleur sombre gris argenté. Elle se rencontre dans un contexte volcanique, près de fumerolles.

## Étymologie et histoire

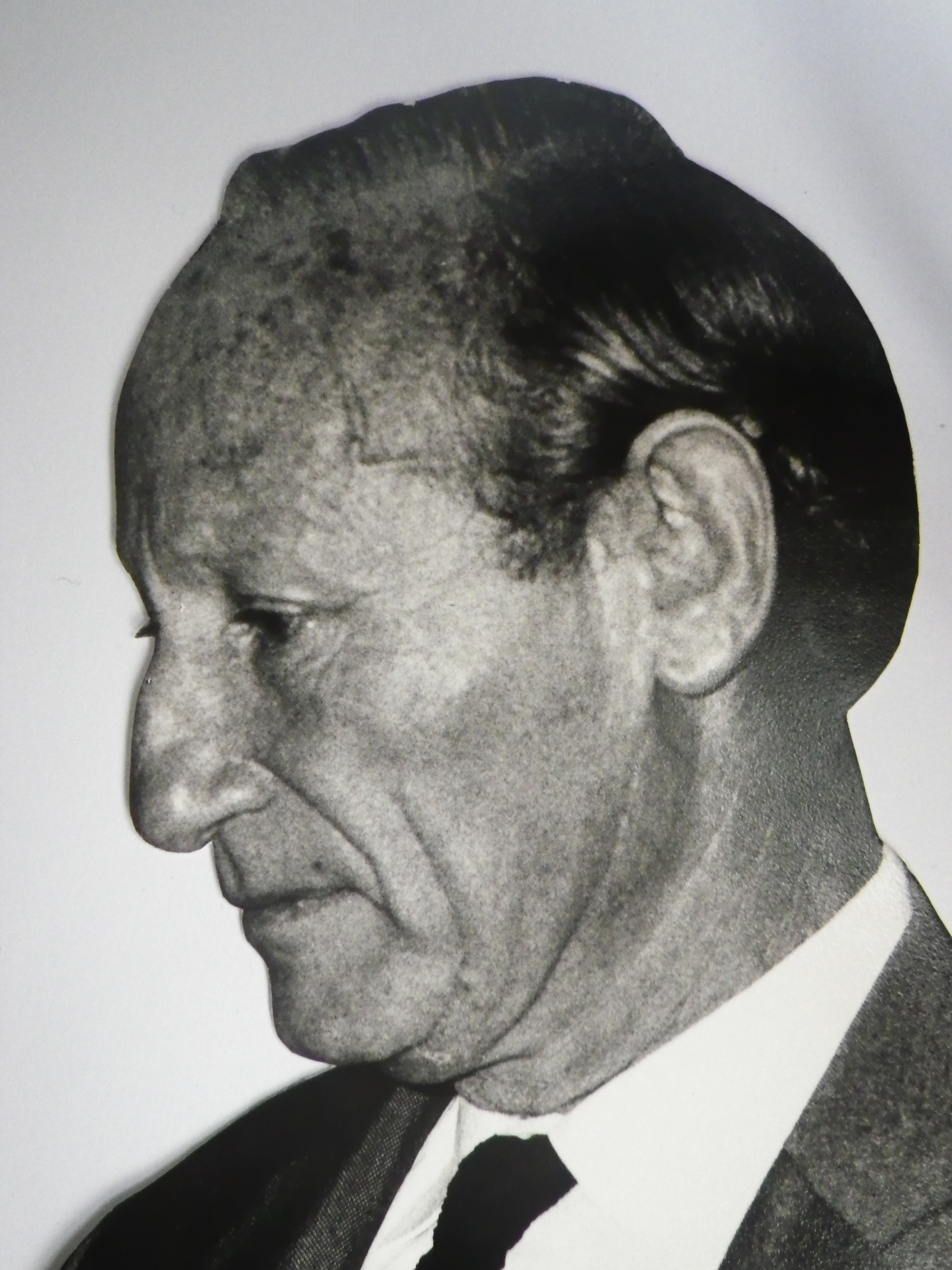
Haroun Tazieff, 1972.

La tazieffite a été découverte dans des fumerolles sur le volcan Moutnovski dans la péninsule du Kamtchatka (Russie). Le minéral a été scientifiquement décrit en 2009 par une équipe internationale composée de Michael Zelenski, Anna Garavelli, Daniela Pinto, Filippo Vurro, Yves Moëlo, Luca Bindi, Emil Makovicky et Elena Bonaccorsi. Ils ont choisi de nommer cette nouvelle espèce minérale en l'honneur du célèbre volcanologue belgo-français Haroun Tazieff (1914-1998).
Les spécimens type du minéral se trouvent dans la collection minéralogique du musée CL Garavelli de l'Université de Bari (Italie) sous le numéro de catalogue 7/nm (V28), au musée minéralogique de l'Académie des sciences de Russie à Moscou sous le numéro de catalogue 92674, et à Mines ParisTech (France) sous le numéro 78986.

## Description
La tazieffite cristallise dans le système monoclinique et dans le groupe d'espace C2. Les paramètres du réseau cristallin sont les suivants : a = 8.3520(17) Å ; b = 45.5920(92) Å ; c = 27.2610(55) Å et β = 98.84(3)°.
Au microscope les minéraux apparaissent sous forme de petites aiguilles formant des agrégats fibreux en forme d'étoiles. Les cristaux ont une longueur pouvant aller jusqu'à 400 μm et une largeur maximale de 10 μm. Les cristaux sont d'apparence opaque et présentent un éclat métallique en surface, avec une couleur gris argenté, teintée parfois de magenta. La couleur du trait est noire.

## Gîtologie
La tazieffite se forme par dépôt dans les conduits de fumerolles volcaniques à une température comprise entre 250 et 350 °C. Les minéraux de paragenèse sont entre autres la greenockite, la galène, la moutnovskite, la kudriavite, l'anhydrite, la cristobalite et la pyrite.
Un seul gîte est connu, celui de sa découverte, une fumerolle située à environ 13 km au sud-est du cratère du Moutnovski. (52° 21′ 0″ N, 158° 16′ 12″ E) 